# Saint-Loup (Tarn-et-Garonne)
Saint-Loup (okzitanisch Sent Lop) ist eine französische Gemeinde im Département Tarn-et-Garonne in der Region Okzitanien (vor 2016: Midi-Pyrénées). Die 535 Einwohner (Stand: 1. Januar 2022) zählende Gemeinde liegt im Arrondissement Castelsarrasin und ist Teil des Kantons Garonne-Lomagne-Brulhois (bis 2015: Kanton Auvillar). Die Einwohner werden Lupéens genannt.

## Geografie
Saint-Loup liegt etwa 23 Kilometer südöstlich von Agen an der Garonne, in die hier der Arrats mündet. Umgeben wird Saint-Loup von den Nachbargemeinden Golfech im Norden, Espalais im Osten und Nordosten, Auvillar im Süden und Osten, Saint-Cirice im Süden und Südwesten sowie Donzac im Westen.
| Einwohner                                                  | 756 | 863 | 648 | 555 | 405 | 362 | 382 | 391 | 354 | 337 | 527 | 361 | 443 | 507 |
| Ab 1962 offizielle Zahlen ohne Einwohner mit Zweitwohnsitz |     |     |     |     |     |     |     |     |     |     |     |     |     |     |

## Sehenswürdigkeiten
- Kirche Saint-Loup
- Turm